# 澎湖郡
澎湖郡為台灣日治時期1920年至1926年間的行政區劃之一，隸屬高雄州，在1926年獨立為澎湖廳，轄域即今澎湖縣全境。

## 簡介
臺灣日治時期行政區劃在1920年10月1日改制為五州二廳，州下設置市、郡，「高雄州澎湖郡」因而成立；在此之前，澎湖群島全境隸屬澎湖廳。澎湖郡管轄馬公街、湖西、白沙、西嶼、望安，而澎湖郡役所設於馬公街。大正15年（1926年）7月1日，澎湖郡脫離高雄州，獨立設置澎湖廳，下轄馬公支廳、望安支廳。